# St. Mariä Empfängnis (Neviges)

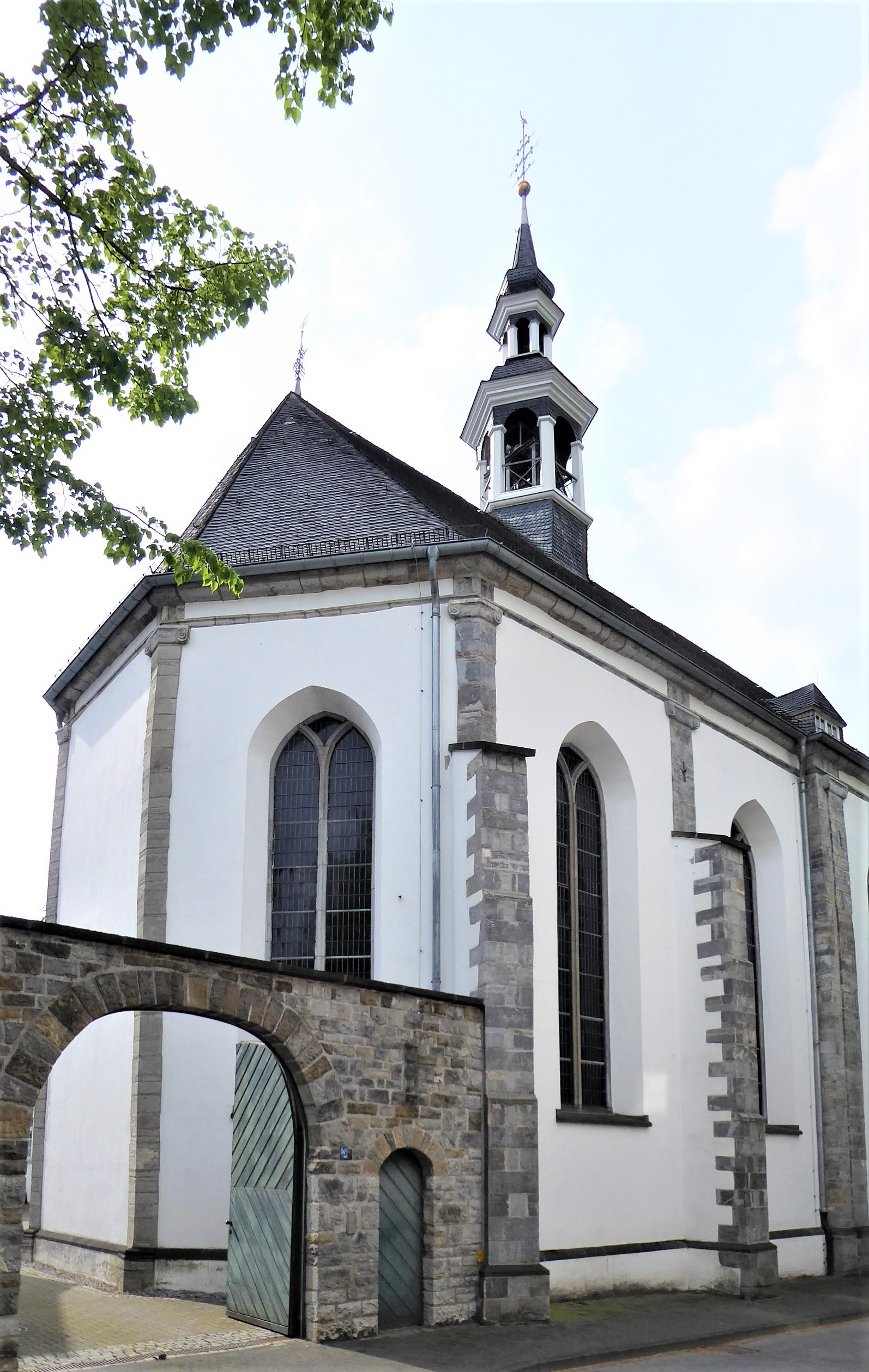
Kirche St. Mariä Empfängnis in Neviges

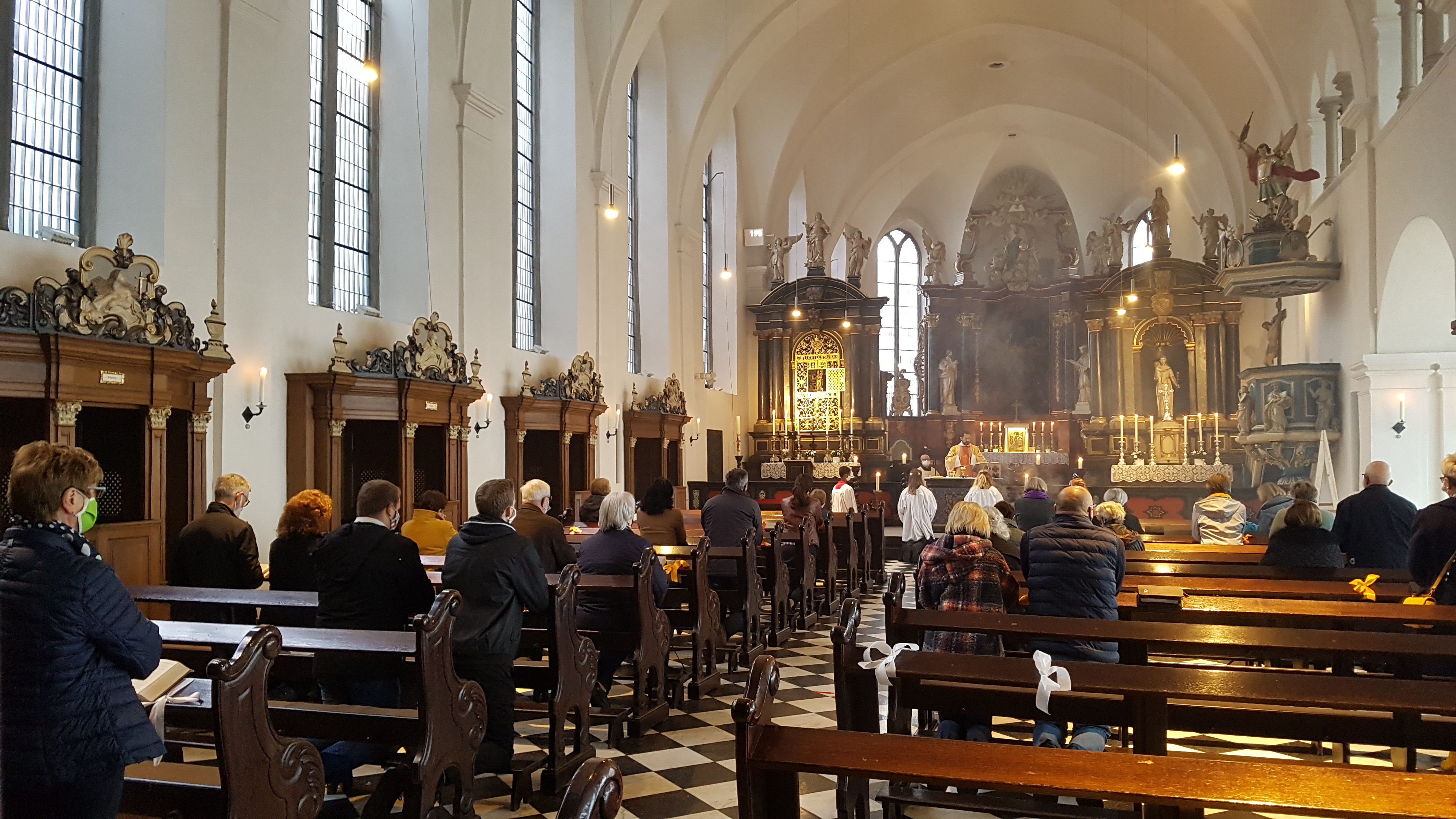
Gottesdienst in der Pfarrkirche Neviges (2020)

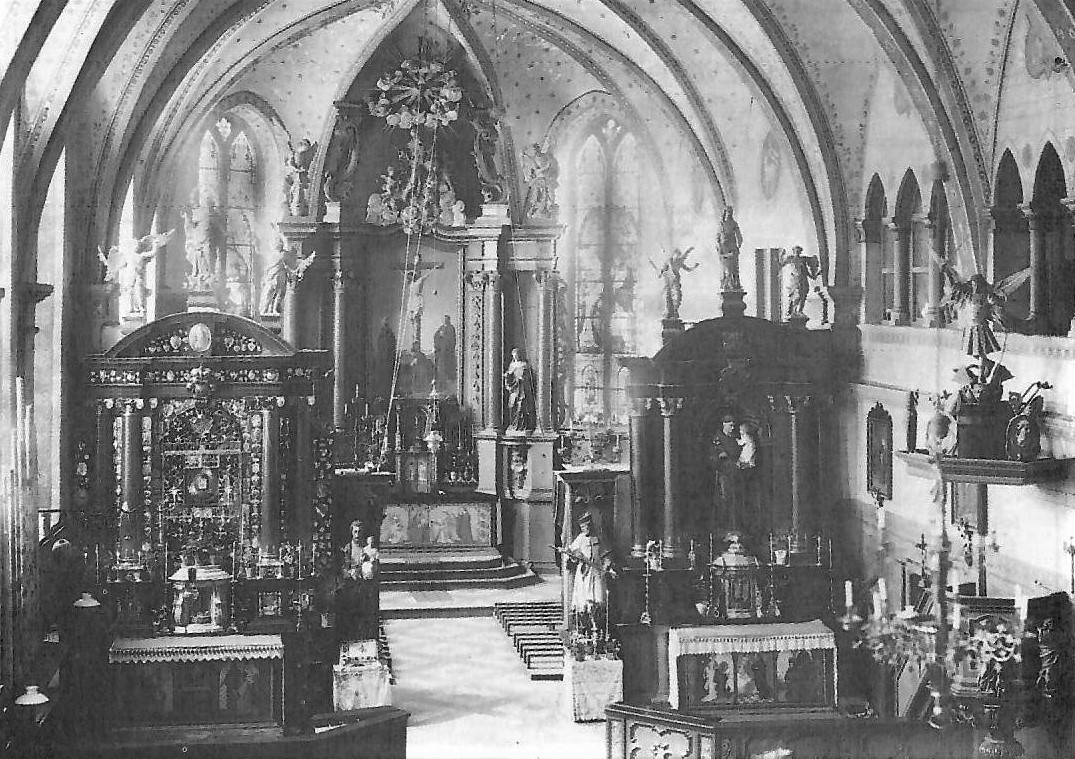
Inneres (vor 1904)

Die Kirche St. Mariä Empfängnis ist eine römisch-katholische Kirche in Neviges. Sie wurde 1728 als Wallfahrtskirche für die Marienwallfahrt Neviges gebaut und 1968 in dieser Funktion durch den Nevigeser Wallfahrtsdom abgelöst. Daneben diente sie bis zum 31. Januar 2020 als Klosterkirche des Franziskanerklosters Neviges. Seit dem 1. Januar 2010 ist sie (zusammen mit der Kirche St. Antonius von Padua in Velbert-Tönisheide) Pfarrkirche der Pfarrei „Maria, Königin des Friedens“ im Kreisdekanat Mettmann.

## Geschichte
An der Stelle des Chors der heutigen Kirche wurde zunächst eine kleine, der heiligen Anna gewidmete Kirche errichtet, als erste katholische Kirche in Neviges nach der Reformation. Hier wurden 1675 drei Franziskanerpatres eingeführt, um die Seelsorge in der kleinen Gemeinde zu übernehmen. Im Jahr 1670 sind in der Hardenbergischen Herrschaft nur 70 Katholiken ansässig.
Ein Kloster für die Franziskaner konnte noch nicht errichtet werden, da sich die Situation der Patres im reformierten Land als zu schwierig erwies.

### Entstehung der Wallfahrtskirche
Der Franziskaner Antonius Schirley hörte 1680 eine Stimme von einem Bildchen der Gottesmutter her. Diese forderte ihn auf, dass das Bild im Hardenbergischen verehrt werden solle. Zwei beeindruckende Heilungen – die des Fürstbischofs von Paderborn und die des Schlossherrn von Neviges – bestätigten die Aufforderung. So entstand im evangelischen Herzogtum Berg eine Marienwallfahrt zum Bild, das eine Darstellung der Unbefleckten Empfängnis zeigt.
Die 1681 begründete Wallfahrt zum Gnadenbild in der St.-Anna-Kirche auf dem Hardenberg in Neviges war so erfolgreich, dass an der gleichen Stelle (auf Anregung des frommen Landesherrn Jan Wellem) eine größere Kirche gebaut wurde. Die Kirche wurde am 26. Juni 1728 geweiht. Diese trug – dem Gnadenbild entsprechend – das Patrozinium „St. Mariä Empfängnis“. Sie diente als Wallfahrtskirche und war zugleich die Klosterkirche des 1683 gebauten Franziskanerklosters (4-Flügelanlage mit Kreuzgang), bis zu dessen Auflösung 2020.
Der Bau der Kirche an der Stelle der St.-Anna-Kirche begann 1719. Errichtet wurde eine Kirche von 43,6 Metern Länge und 13,55 Metern Höhe. Diese Kirche scheint in das ältere Kloster wie hereingerückt worden zu sein.

### Erweiterungen und Entwicklung
Der marmorne Marienaltar stammt noch aus der alten Anna-Kirche. Er steht heute auf der der Straße zugewandten Seite der Kirche. Hinter dem goldenen Gitter wurde bis 1968 das Gnadenbild zur Verehrung der Gläubigen ausgestellt. Der Altar war eine Stiftung des in Düsseldorf residierenden Fürsten von Berg, Jan Wellem, und trägt dessen Wappen. Ihr gegenüber, auf der Klosterseite der Kirche, wurde ein entsprechender Antonius-Altar errichtet, allerdings diesmal als hölzerne Ausführung in Marmor-Optik.
Die beiden Seitenaltäre schließen den Chorraum ab, mit dem Hochaltar an dessen Kopfseite. Dieser wurde 1749 fertiggestellt. Die Bildhauerstücke stammen von W. B. Kuhle. 1735 wurden die Kanzel und die Kommunionbank eingebaut sowie das Chorgestühl und die Beichtstühle auf der Straßen-Seite der Kirche.
Ab 1888 wurde seitlich des Kirchenschiffs eine Beichtkapelle angebaut, die einen guten Teil des Innenhofs des Klosterkreuzgangs ausfüllte. Diese wurde mit dem Bau des Mariendoms mit seiner Beicht-Krypta überflüssig und ist deshalb im 20. Jahrhundert wieder abgebrochen worden. Eine Glasfront schließt die Kirche in diese Richtung heute ab.
Für die Wallfahrt war die Kirche mit ihren knapp 200 Plätzen stets zu klein. Deshalb wurde regelmäßig der Ruf nach einer größeren Wallfahrtskirche laut – der Wunsch wurde jedoch erst 1968 mit der Einweihung des Mariendoms realisiert. Im 20. Jahrhundert wurden in Neviges sonntags bis zu 40 heilige Messen zelebriert, für die in der Kirche nur fünf Altäre zur Verfügung standen, sodass man möglichst oft auf die Freiluftaltäre am Marienberg und am Kreuzberg auswich. Dort wurden die Gottesdienste jedoch häufig durch Regen gestört.
Obwohl Gottfried Böhm, der Erbauer des höher liegenden Mariendoms, Skizzen für eine Umgestaltung der Pfarrkirche eingereicht hatte, erfolgte die Restaurierung schließlich ab 1972 durch den Kölner Architekten Kurt Günssler.

## Beschreibung
Die franziskanische Klosterkirche ist als einschiffiger Saalbau in gotischer Formensprache ausgeführt. Ein einfacher Dachreiter ersetzt den Glockenturm, wie es bei mittelalterlichen Bettelordenskirchen üblich war.

### Innenraum
Die Altäre sind in barockem Stil ausgeführt. Der Marienaltar auf der linken Seite ist der ehemalige Gnadenaltar. Anstelle des Gnadenbildes der Unbefleckten Empfängnis, das 1968 in den Mariendom überführt wurde, befindet sich hinter dem goldenen Gitter eine einfache Marienstatue.
Das Gemälde des Hochaltars zeigt die Himmelfahrt Mariens. Es ist ein Werk des Venezianers Jacopo Palmas und wurde 1953 seitens des Erzbistums Köln für die Nevigeser Kirche erworben. Es ersetzt ein durch Bomben zerstörtes Kreuz-Gemälde, das ursprünglich den Gnadenstuhl vervollständigte, der heute noch in der Gottvater-Skulptur und der Heilig-Geist-Taube oberhalb des neuen Gemäldes erkennbar ist.
Der Volksaltar besteht aus mit einem Netz aus Zinn überzogenem Holz und trägt eine Reliquie des heiligen Vincentius.

### Orgel
Die erste Orgel der Kirche mit prächtigem westfälischem Barockprospekt war ein Geschenk des Provinzials der Sächsischen Ordensprovinz, übergeben 1748, und stammt aus der Werkstatt Cappelmann aus Geseke. Sie war vorher bereits in Benutzung, allerdings an unbekanntem Ort. 
Zwischen 1862 und 1870 wurde das Werk durch Franz Wilhelm Sonreck erneuert. 1974  wurden durch die Firma Verschueren einzelne Register hinzugefügt, und 2001 erfolgte durch die Werkstatt Hubert Fasen eine Generalüberholung.
Disposition und Entstehungszeit der Register
| Hauptwerk C–g3 |                 |        |  |
| Bourdon        | 16′ (ab c)      | (1862) |  |
| Montre         | 08′             | (1974) |  |
| Gambe          | 08′             | (1862) |  |
| Bourdon        | 08′             | (1862) |  |
| Prestant       | 04′             | (1862) |  |
| Flûte          | 04′             | (1862) |  |
| Nasard         | 2 2/3′          | (1862) |  |
| Doublette      | 02′             | (1862) |  |
| Cornet         | 5-fach, Haute   | (1862) |  |
| Fourniture     | 3-4-fach        | (1862) |  |
| Trompette      | 08′ Haute/Basse | (1862) |  |
| Tramblant      |                 |        |  |

| Unterwerk C–g3 |          |        |  |
| Bourdon        | 08′      | (1862) |  |
| Prestant       | 04′      | (1974) |  |
| Octave         | 02′      | (1870) |  |
| Larigot        | 1 1/3′   | (1870) |  |
| Sifflet        | 01′      | (1974) |  |
| Cymbale        | 3-4-fach | (1870) |  |
| Cromhorne      | 08′      | (1974) |  |
| Tramblant      |          |        |  |

| Pedal C–f1  |        |        |  |
| Subbass     | 16′    | (1862) |  |
| Octavbass   | 08′    | (1870) |  |
| Gedacktbass | 08′    | (1870) |  |
| Choralbass  | 04′    | (1870) |  |
| Rauschbass  | 3-fach | (1870) |  |
| Trompete    | 08′    | (2001) |  |
| Posaune     | 16′    | (1870) |  |

Koppeln: I/II, P/I, P/II

## Pfarrer in Neviges (Auswahl)
- 1670–1679: Karl Offermann (dann Niederwenigern, † 1703)
- 1679–1680: Heinrich Schauenburg OFM († 1780)
- 1680–1687: Kaspar Niessing OFM
- 1687–1691: Theodor Ahagen OFM
- 1691–1693: Nikolaus Borchorst
- 1696–1697: Kaspar Niessing OFM
- 1697–1702: Modestus Arnoldi OFM
- 1703–1706: Wilhelm Holtmann OFM
- 1706–1709: Kaspar Niessing OFM
- 1709–1714: Matthias Stoltenkamp
- 1727–1730: Alois Cordes OFM
- 1735–1741: Anselmus Henrichmann OFM
- 1744–1747: Akkursius Evermann OFM († 1758 in Münster)
- 1748–1753: Candidus Schwarte OFM
- 17??–17??: Landelin Kotter OFM (1765 nachgewiesen)
- 1768–1769: Illuminatus Gerling OFM
- 1769–1772: Celerius Güldenarm OFM
- 1772–1775: Pergentius Heeb OFM
- 1775–1786: Lucinius Stallmann OFM
- 1786–1795, 1798–1801, 1806–1811: Dionysius Kleine OFM († 1811)
- 1812–1820: Bernardin Aulinck OFM
- 1820–1847: Florian Bierdrager OFM (1778–1847, ab 1843 Provinzial der Sächsischen Franziskanerprovinz)
- 1848–1851: Kasimir Heffels OFM
- 1851–1857: Bonifatius Ostendorf OFM († 1865)
- 1857–1868: Georg Bartels OFM
- 1868–1872: Xaverius Kaufmann OFM (1825–1888, 1852–1855 Provinzial)
- 1872–1894: Basilius Pfannenschmid OFM (1853 Priesterweihe, 1894–1897 Provinzial, † 1898)
- 1894–1898: Anselmus Alterauge OFM
- 1898–1901: Zosimus Steinich OFM (Schlesier)
- 1901–1903: Ambrosius Eich OFM
- 1903–1909: Marzellinus Blum OFM
- 1909–1924: Wenzeslaus Straußfeld OFM (1867–1933, 1903–1909 Provinzial)
- 1925–1925; Viktorin Christians OFM († 1925)
- 1926–1929: Symphorian Rodermund OFM
- 1929–1938: Baptista Engel OFM (1889–1959)
- 1938–1947: Alberich Gödde OFM (1902–1961)
- 1947–1959: Egon Schmidgen OFM (1905–1983)
- 1959–1968: Paschalis Ruez OFM (1912–1978)
- 1968–1980: Erich Jansen OFM (1915–1992)
- 1980–1995: Thomas Köster OFM (1919–2002)
- 1995–2000: Robert Jauch OFM
- 2000–2007: Klemens Maria Banse OFM
- 2007–2010: Damian Bieger OFM
- 2010–2018: Frank Krampf OFM
- 2018–2020: Jakobus Maria Raschko OFM
- 2020: Kreisdechant Daniel Schilling
- 2020–    : Thomas Diradourian (Priestergemeinschaft Sankt Martin)